# (2665) Schrutka
(2665) Schrutka es un asteroide perteneciente al cinturón de asteroides, descubierto el 24 de febrero de 1938 por Alfred Bohrmann desde el Observatorio de Heidelberg-Königstuhl, Alemania.

## Designación y nombre
Designado provisionalmente como 1938 DW1. Fue nombrado Schrutka en honor al astrónomo austríaco Guntram Schrutka-Rechtenstamm.